# Cristophorus Cellarius
Cristophorus Cellarius, eredeti nevén Cristoph Keller (Schmalkalden, 1638. november 22. – Halle, 1707. június 4.) német filológus és pedagógus. Magyarországon református iskolákban is használták régiségtani, történeti és latin nyelvtani munkáit.

## Életpályája
Rektor volt a weißenfelsi, weimari, zeitzi és merseburgi gimnáziumokban, majd 1693-tól az újonnan alapított hallei egyetemen a retorika és történelem tanára lett. Műveit egy időben Magyarországon is használták református iskolákban.
Nyelvtanítási módszere elsősorban a tudatosan növelt egyéni szókincsre és az egyéni mondatszerkesztésre építette. 
Bár a reneszánsz idején Leonardo Bruni és Flavio Biondo már használták ókor – középkor – újkor korszak tagolást, Cellarius Egyetemes történelem (Historia Universalis) című háromkötetes könyvében ezt felelevenítette és elterjedtté tette ezt a felosztást.[forrás?]

## Művei
- Antibarbarus latinus sive de latinitate medie et in fime etatis (Zeitz, 1677)
- Historia antiqui (Zeitz, 1685)
- Historia medii evi (Zeitz, 1688)
- Historia nova (Halle, 1696)
- Notitia orbis antiqui sive geographia plenior ab ortu rerum publicarum ad Constantinorum tempora orbis themarum faciem declarans (Lipcse, 1701 és 1706)